# Le Faussaire (téléfilm, 2000)
Pour les articles homonymes, voir Faussaire.
Le Faussaire (The Inspectors 2: A Shred of Evidence) est un téléfilm américain réalisé par Brad Turner, diffusé en 2000. Il s'agit de la suite du film Un courrier explosif.

## Fiche technique
- Titre original : The Inspectors 2: A Shred of Evidence
- Réalisation : Brad Turner
- Scénario : Bruce Zimmerman
- Photographie : Bert Dunk
- Musique : Terry Frewer
- Pays : États-Unis
- Durée : 99 min

## Distribution
- Louis Gossett Jr. : Frank Hughes
- Jonathan Silverman : Alex Urbina
- Michael Madsen : Joe
- Samantha Ferris : Lauren
- Claire Riley : Catherine
- Gregory Thirloway : Bridges
- Jane Spence : Emily Furston
- Paul Jarrett : Ed Furston
- Michael Roberds : Irate Man
- Dave Hurtubise : Morrison